# 身體自愛
身體自愛（英語：Body positivity）是一項社會運動，其重點是接受身上的所有特征，無論尺寸、體型、膚色、性別和身體能力如何，同時挑戰當今的審美標準。支持者側重於欣賞人體的功能和健康，而不是其生理外觀。